# 제4대 애버딘 백작 조지 해밀턴고든

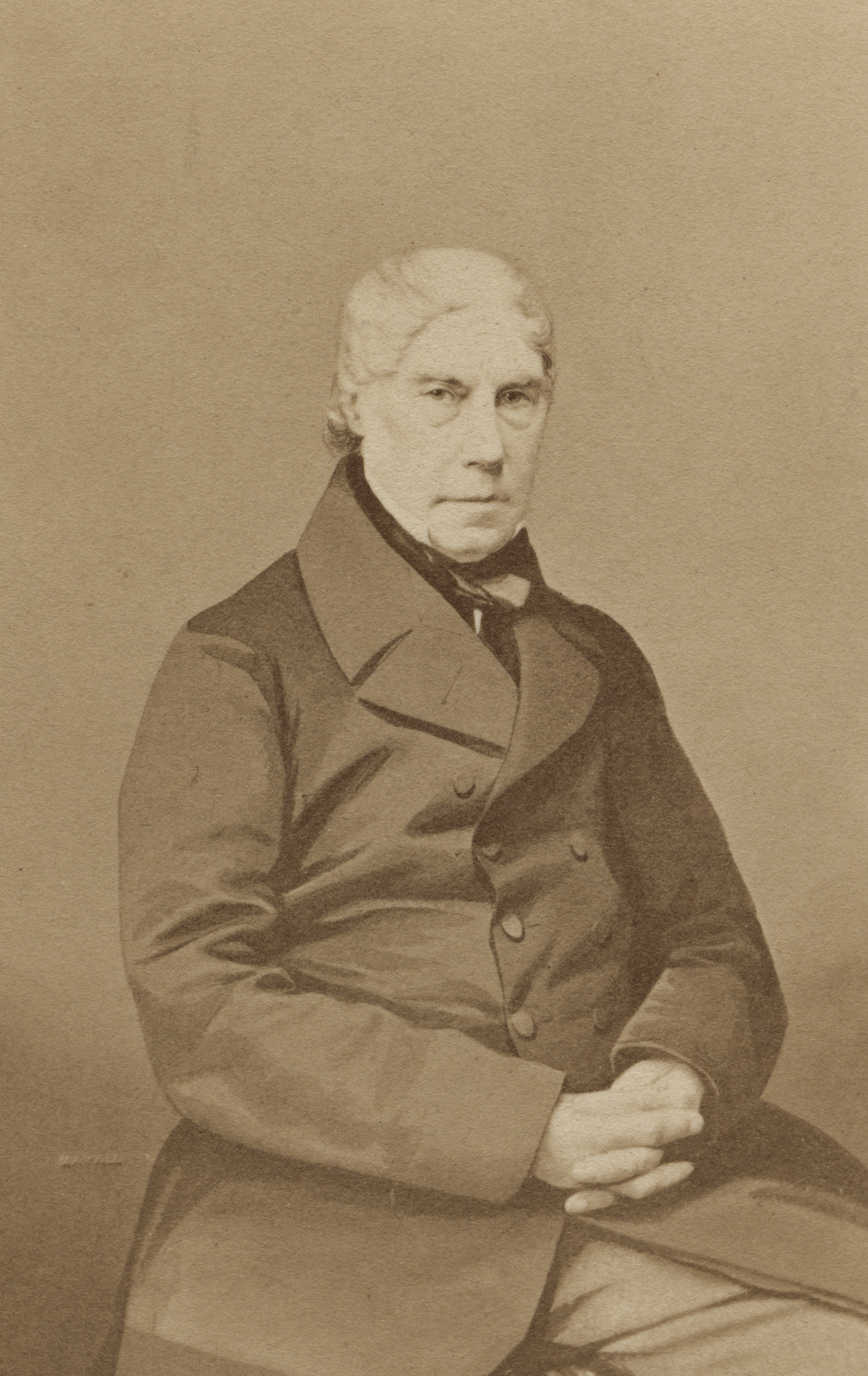
애버딘 백작

제4대 애버딘 백작 조지 해밀턴고든(George Hamilton-Gordon, 4th Earl of Aberdeen, KG, KT, FRSE, FRS, PC, FSA Scot)은 영국의 토리, 보수 그리고 필파 정치인과 외교관(외교 전문가)이다. 1852년부터 1855년까지 휘그당과 필파의 연합에서 총리를 지냈으며, 급진파와 아일랜드의 지지를 받았다. 애버딘 내각은 파워풀하고 재능 있는 정치인으로 가득 차 있었는데 애버딘은 대부분 통제지휘를 할 수 없었다. 그의 노력에도 불구하고, 영국을 크림 전쟁으로 끌어들여 애버딘의 인기는 추락하여 정계에서 은퇴하였다.
스코틀랜드의 부유한 가정에서 태어난 조지는 열한 살이 되었을 때 양친을 잃었고, 결혼 생활도 겨우 7년 만에 첫 아내의 죽음으로 끝나게 되고 그의 딸들은 단명하였으며 그의 아들들과의 관계는 소원해졌다. 애버딘은 그리스 등 유럽을 폭넓게 여행했으며, 고전 문명과 고고학에 깊은 관심을 가지고 있었다.